# La Voz de Chile (radio)
La Voz de Chile fue una estación radial chilena que transmitía exclusivamente por Onda Corta hacia el extranjero. Era la voz oficial del Gobierno de Chile durante la dictadura militar (1973-1990). Dependía directamente de Radio Nacional de Chile. Se inauguró a partir de las instalaciones y equipamiento técnico confiscado a la emisora socialista Radio Corporación, luego del golpe de Estado.

## Misión
Esta emisora fue creada principalmente con el objetivo de transmitir una imagen positiva de Chile en el exterior, que se contraponía con las informaciones entregadas desde la Unión Soviética por Radio Magallanes, emisora del Partido Comunista Chileno en el exilio, la cual transmitía por Radio Moscú, emisora que a su vez transmitía el programa "Escucha Chile", de igual forma Radio Berlin Internacional tenía un informativo con idéntico nombre, todos estos preparados por chilenos en el exilio.

## Idiomas de sus programas
Sus programas eran emitidos en español, inglés, italiano, alemán, griego, ruso, francés, portugués, serbocroata, polaco, árabe, hebreo, yiddish, japonés, chino y coreano entre otros idiomas.

## Programación
Sus programación se conformaba de música chilena, programas de cultura nacional y boletines informativos. Estos últimos eran de un gran contenido propagandístico que destacaban positivamente los diferentes aspectos de la dictadura militar.
Los informativos que transmitía La Voz de Chile eran estrictamente revisados por las autoridades y eran exactamente iguales en cada idioma a transmitir. La estación contaba con los servicios idiomáticos de las embajadas de diversos países para la lectura de los informativos en los idiomas que no fueran el español.

## El Servicio Ruso
La voz de Chile tenía un servicio en idioma ruso cuyo objetivo era transmitir a la Unión Soviética programación de tinte fuertemente anticomunista como una forma de responder a Radio Moscú. Los equipos para transmitir hacia Rusia fueron diseñados por ingenieros chilenos, quienes dieron prueba de su gran capacidad técnica.

## Personajes
El director responsable de Radio La Voz de Chile, era el locutor chileno Walter Krumbach Kocksch, quien además realizaba las transmisiones en idioma alemán. Uno de los locutores encargados de las transmisiones en idioma español era Luis Nogueira.